# الجمعية الملكية للبستنة

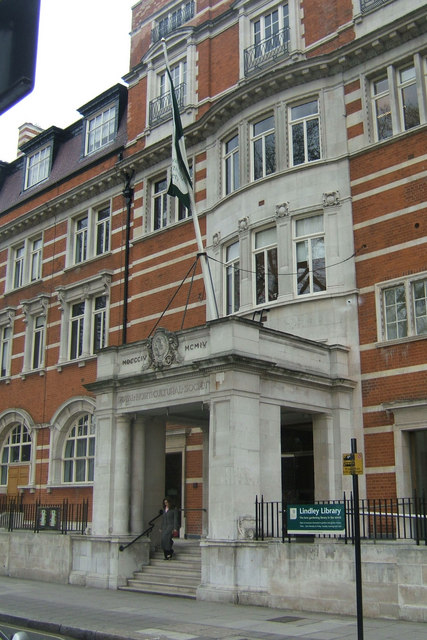
مقر الجمعية الملكية للبستنة في ساحة فنسنت

جمعية البستنة الملكية Royal Horticultural Society (RHS)، التي تأسست عام 1804 باسم جمعية البستنة في لندن،  هي المؤسسة الخيرية الرائدة في مجال البستنة في المملكة المتحدة.  تشجع جمعية البستنة الملكية على نشر ثقافة البستنة من خلال حدائقه الأربعة، التي ستصبح قريباً خمسة، في ويسلي (ساري) وهايد هول (إسيكس) وهارلو كار (يوركشاير) وروزمور (ديفون) وبريدجووتر (مانشستر الكبرى)؛ عروض الزهور بما في ذلك عرض تشيلسي للزهور، وعرض هامبتون كورت بالاس للزهور، وعرض تاتون بارك للزهور، وعرض كارديف للزهور مخططات البستنة المجتمعية؛ بريطانيا في بلوم وبرنامج تعليمي واسع. كما أنه يدعم تدريب البستانيين المحترفين والهواة. الرئيس الحالي هوكيث وييد والمدير العام الحالي هو كيث ويد.

## تاريخ الجمعية

### المؤسسون
اقترح جون ويدجوود (ابن يوشيا ويدجوود) إنشاء مجتمع بستنة بريطاني في عام 1800. كانت أهدافه متواضعة إلى حد ما: فقد أراد عقد اجتماعات منتظمة، وإتاحة الفرصة لأفراد المجتمع لتقديم أوراق حول أنشطتهم واكتشافاتهم البستانية، وتشجيع النقاش حولها، ونشر النتائج. كما ستمنح الجمعية جوائز لإنجازات البستنة.
ناقش ويدجوود الفكرة مع أصدقائه، ولكن مرت أربع سنوات قبل الاجتماع الأول لسبعة رجال، في 7 مارس 1804 في مكتبة هاتشاردس في بيكاديللي، لندن. كان ويدجوود رئيسًا؛ كان من بين الحاضرين أيضًا ويليام تاونسند أيتون (خلف والده، ويليام آيتون، مشرفًا على حدائق كيو)، والسير جوزيف بانكس (رئيس الجمعية الملكية)، وجيمس ديكسون (عامل حضانة)، وويليام فورسيث (مشرف حدائق سانت. قصر جيمس وقصر كنسينغتون)، وتشارلز فرانسيس جريفيل (لورد الأميرالية) وريتشارد أنتوني سالزبوري، الذي أصبح سكرتير الجمعية الجديد.
اقترح السيد بانكس على صديقه توماس أندرو نايت العضوية. تم قبول الاقتراح، على الرغم من عداء نايت المستمر مع فورسيث حول الجص لشفاء جروح الأشجار التي كان فورسيث يطورها. كان نايت رئيسًا للجمعية من 1811 إلى 1838، وطور أهداف الجمعية وأهدافها لتشمل برنامجًا للبحث العملي في تربية الفاكهة.[بحاجة لمصدر]

## العضوية
في عام 2009، كان أكثر من 363000 شخصًا أعضاء في المجتمع، وارتفع العدد إلى أكثر من 414000 في عام 2013 وإلى 525105 بحلول عام 2019. تم تحديد العضوية والزمالة في الجمعية سابقًا عن طريق الانتخاب، ولكن يتم الآن من خلال المساهمة المالية. يمكن تأمين الزمالة من خلال تبرع «مقترح» قدره 5000 جنيه إسترليني كل عام.
يحق للأعضاء والزملاء في الجمعية الملكية البستانية استخدام الحروف ما بعد الاسمية MRHS  و FRHS، على التوالي.
| السنة المالية | عدد من أعضاء |
| ------------- | ------------ |
| 2013/14       | 414699       |
| 2014/15       | 428472       |
| 2015/16       | 448977       |
| 2016/17       | 472157       |
| 2017/18       | 490205       |
| 2018/19       | 502,666      |
| 2019/20       | 525105       |

## حدائق الجمعية الملكية البستانية

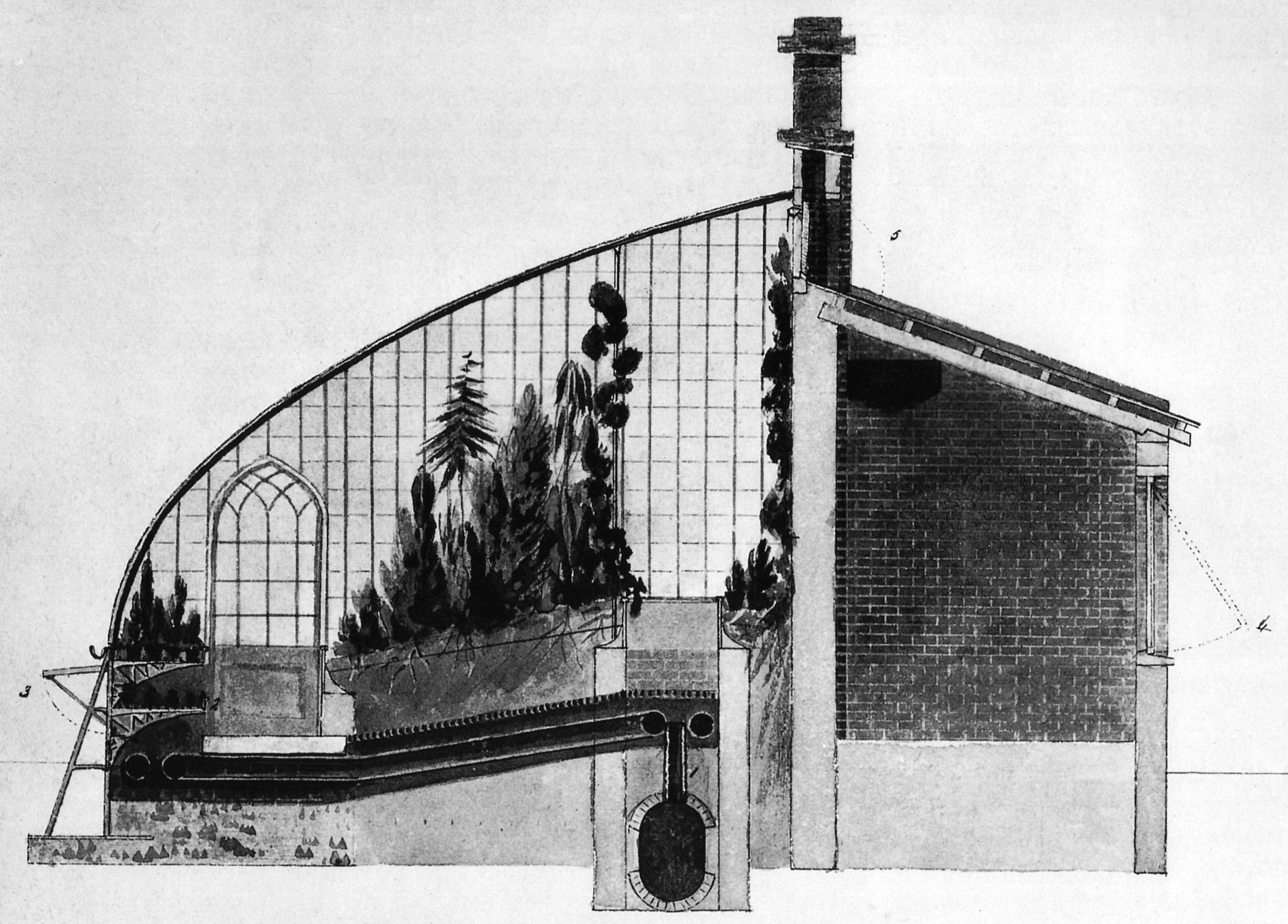
تصميم دفيئة لجمعية البستنة الملكية لجون كلوديوس لودون، 1818

الحدائق الأربعة الرئيسية للجمعية الملكية البستانية في إنجلترا هي: ويسلي غاردن، بالقرب من Wisley Surrey؛ حديقة روزمور في ديفون. هايد هول في إسكس وهارلو كار في هاروغيت، شمال يوركشاير.
كانت أول حديقة للمجتمع في كنسينغتون، من 1818 إلى 1822. في عام 1820، استأجرت الجمعية بعضًا من مشتل هيو رونالدز في ليتل إيلينغ لإنشاء حديقة تجريبية،  ولكن في العام التالي تم الحصول على جزء من ملكية دوق ديفونشاير في تشيسويك. في عام 1823 وظفت جوزيف باكستون هناك. منذ عام 1827، أقامت الجمعية حفلات في حديقة تشيسويك، وابتداءً من عام 1833، أقامت عروض مع دروس تنافسية للزهور والخضروات. في عام 1861، طورت RHS (كما أصبحت الآن) حديقة جديدة في South Kensington على أرض مستأجرة من الهيئة الملكية لمعرض 1851 (متحف العلوم وكلية إمبريال والكلية الملكية للموسيقى يشغلان الموقع الآن)، ولكن تم إغلاقه في عام 1882. تم الحفاظ على حديقة تشيسويك حتى 1903-1904، وفي ذلك الوقت كان السير توماس هانبري قد اشترى الحديقة في ويسلي وقدمها إلى RHS.
وبالتالي فإن الجمعية الملكية للبستة غاردن ويسلي هي أقدم حديقة في المجتمع. جاء روزمور بعد ذلك، قدمته السيدة آن بيري في عام 1988. تم تسليم هايد هال إلى RHS في عام 1993 من قبل مالكيها ديك وهيلين روبنسون. كان ديك روبنسون أيضًا صاحب مجموعة هاري سميث التي كان مقرها في هايد هول. أحدث إضافة هي Harlow Carr، التي تم الحصول عليها من خلال اندماج جمعية البستنة الشمالية مع RHS في عام 2001. لقد كانت أرض التجربة وحديقة العرض لجمعية البستنة الشمالية منذ شرائها في عام 1949. في عام 2013، زار أكثر من 1.63 مليون شخص الحدائق الأربع.

## معارض الجمعية الملكية البستانية

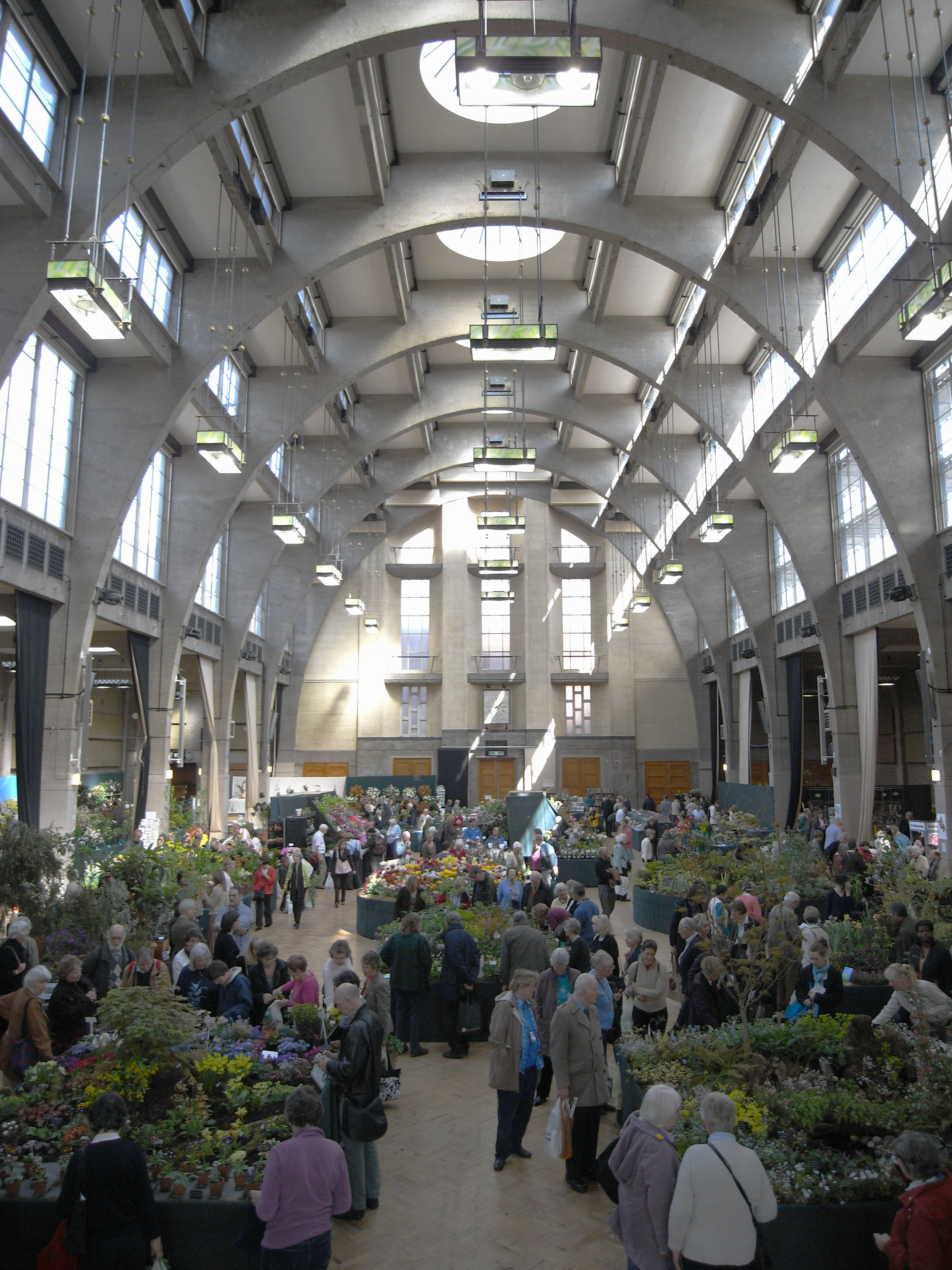
معرض لندن للزهور في قاعة لورانس

تشتهر الجمعية بعروضها السنوية للزهور التي تقام في جميع أنحاء المملكة المتحدة. أشهر هذه العروض هو الجمعية Chelsea Flower Show، الذي يزوره أشخاص من جميع أنحاء العالم. تبع ذلك معرض هامبتون كورت بالاس للزهور (الذي استحوذت عليه RHS في عام 1993) ومعرض RHS Tatton Park Flower Show في شيشاير (منذ 1999).
أحدث إضافة إلى مجموعة عروض RHS هي RHS Show Cardiff، الذي أقيم في قلعة كارديف منذ عام 2005. تشارك الجمعية أيضًا عن كثب في عروض الربيع والخريف في مالفيرن، ورشيسترشاير، ومع BBC Gardeners 'World Live الذي يقام سنويًا في مركز المعارض الوطني في برمنغهام.

## مكتبات الجمعية الملكية للبستنة
الامين والوصي على مكتبات الجمعية هو أمين مكتبة Lindley، ومكانها داخل المقر الرئيسي في لندن، وفي فروع في كل من حدائقها الأربعة. تستند المكتبة على مجموعة كتب جون ليندلي.
يحتوي مكتبة الجمعية المعشبة على مكتبة صور خاصة به (مجموعة) تتكون من أكثر من 3300 لوحة مائية أصلية وحوالي 30000 شريحة ملونة وعدد متزايد بسرعة من الصور الرقمية. على الرغم من أن معظم الصور تم توفيرها بواسطة مصورين بتكليف من الجمعية، إلا أن الأرشيف يتضمن عددًا كبيرًا من الشرائح من مجموعة Harry Smith وحاملي مجموعة النباتات الوطنية للتراث النباتي.
المكتبات في كل حديقة مفتوحة لجميع الزوار. يمكن لأعضاء الجمعية استعارة الكتب من مكتبة ليندلي لندن، وكذلك المكتبات في Wisley Garden و Harlow Carr Garden.

## بريطانيا في بلوم
في عام 2002، تولى ت الجمعية إدارة مسابقة Bloom البريطانية من مجموعة Tidy Britain (سابقًا وبعد ذلك حافظ على بريطانيا مرتبة). في عام 2010، أطلقت الجمعية حملة «إنها منطقتك» اوو«انه الحي الخاص بك»، وهي حملة لتشجيع الناس على الانخراط في البستنة لصالح مجتمعهم. في عام 2014، تحتفل «بريطانيا بلوم» بعيدها الخمسين.

## التعليم والتدريب

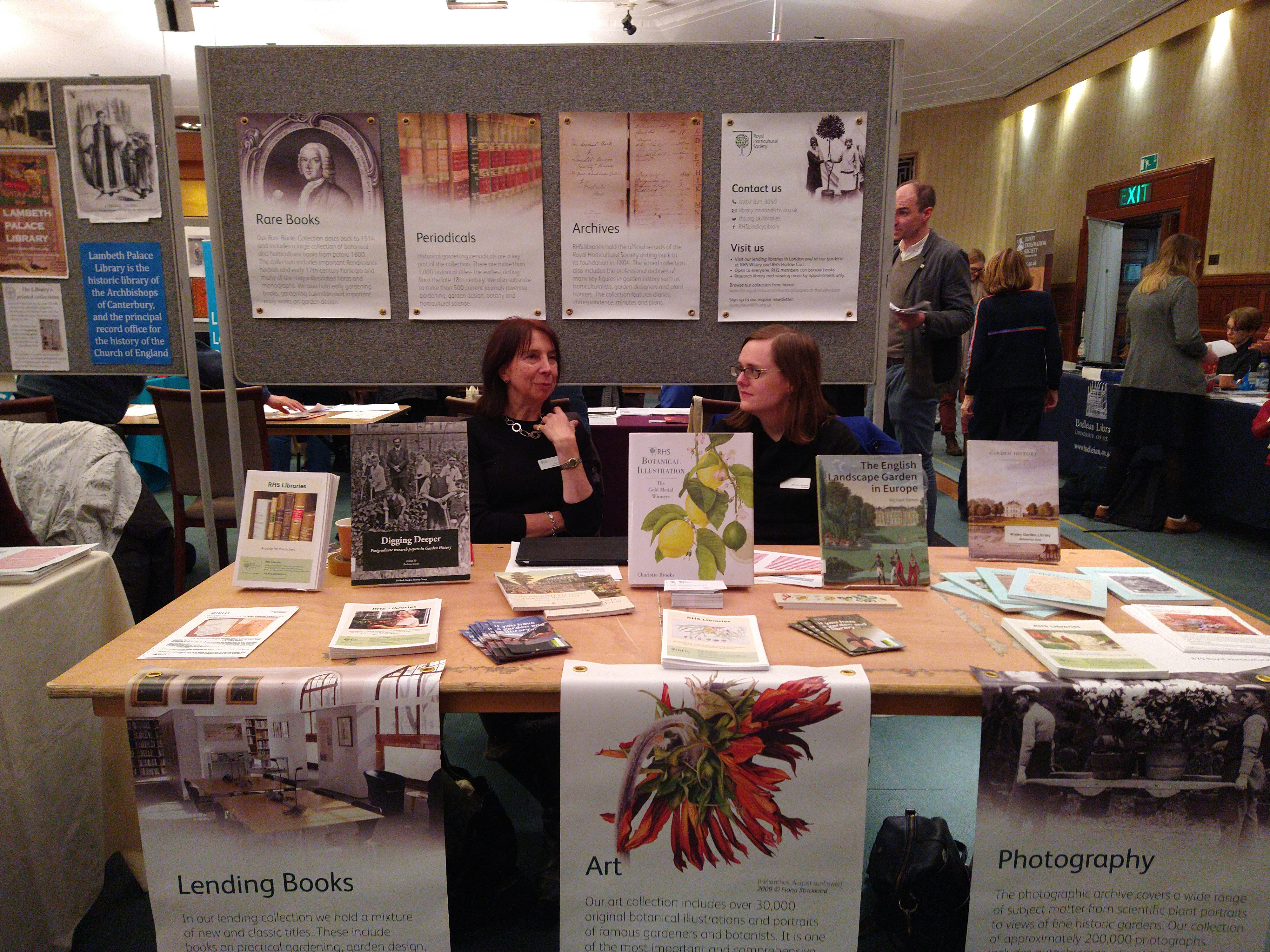
مكتبات الجمعية الملكية البستانية في يوم مجلس الشيوخ، 2019.

تنظم الجمعية دورات رسمية للمحترفين والهواة البستانيين علماء البستنة [الإنجليزية] ويثبت أيضًا المؤهلات المكتسبة في أماكن أخرى (على سبيل المثال في حدائق Kew Botanic Gardens).
تهدف جائزة جمعية البستنة المكلية في المستوى الأول في البستنة العملية إلى تطوير المهارات البستانية الأساسية وتوفير أساس لمزيد من المؤهلات العملية للجمعية في المستويين 2 و 3. إنه يستهدف أي شخص مهتم بالنباتات والبستنة.
توفر مؤهلات المستوى الثاني أساسًا للدخول في البستنة المهنية، ودعم التطوير الوظيفي لعمال البستنة الحاليين أو يمكن أن توفر أساسًا لمزيد من التعلم أو التدريب. توجد مؤهلات نظرية وعملية منفصلة في هذا المستوى، ويجمع دبلوم المستوى الثاني من RHS في مبادئ وممارسات البستنة بين المؤهلات النظرية والعملية.
تسمح مؤهلات المستوى الثالث بالتخصص في مجال اهتمام المرشح. يمكنهم توفير الكفاءة لأولئك الذين يبحثون عن عمل في البستنة، ويمكنهم دعم المزيد من التطوير الوظيفي والمهني لأولئك الذين يعملون بالفعل في هذا المجال، أو يمكنهم توفير أساس للتعلم أو التدريب المستمر. بالنسبة للمستوى الثاني، هناك مؤهلات نظرية وعملية في المستوى الثالث ودبلومة تجمع بين كليهما.
جائزة ماجستير البستنة (التابعة للجمعية) هي أرقى مؤهل علمي في مجال البستنة في المجتمع. إنه ذو مستوى درجة وهو مخصص لمحترفي البستنة. تسمح الدورة بدراسة مرنة على مدى ثلاث سنوات أو أكثر.
توفر حملة الجمعية للبستنة المدرسية الإلهام والموارد والنصائح عبر الإنترنت لأعضائها. بمساعدة المعلمين والمتطوعين وغيرهم من رواد البستنة المدرسية، يدعمون ملايين الطلاب في المملكة المتحدة، مما يمنحهم الفرصة لزراعة النباتات والطعام وتطوير المهارات الحياتية.

## الميداليات والجوائز

### افراد المجتمع
تكرم الجمعية بعض الأشخاص الحاصلين على ميدالية فيكتوريا للشرف الذين يعتبرهم مجلسها أنهم يستحقون تقديرًا خاصًا في مجال البستنة. تشمل الميداليات الأخرى التي أصدرتها الجمعية ميداليات Banksian و Knightian و Lindley، التي سميت على اسم الضباط الأوائل في المجتمع. تمنح ميداليات ذهبية وفضية وفضية وبرونزية للعارضين في عروض الزهور. 
تُمنح ميدالية فيتش التذكارية، التي سميت على اسم جيمس فيتش، سنويًا للأشخاص من أي جنسية الذين قدموا مساهمة بارزة في النهوض بالعلوم وممارسات البستنة وتحسينها.
الجوائز الأخرى التي يمنحها المجتمع تشمل ميداليات المشاركة الشرية والزمالة الفخرية. 

### النباتات والحدائق
جائزة استحقاق الحدائق، (AGM)، هي الجائزة الرئيسية التي يمنحها المجتمع لنباتات الحدائق بعد فترة من التقييم من قبل اللجان المناسبة في المجتمع. يتم تقديم الجوائز سنويًا بعد تجارب المصنع.
قد تحتوي الكتب القديمة على مراجع للجوائز التالية، والتي استندت أساسًا إلى جودة الازهار [الإنجليزية]  (ولكن لم تتم الإشارة إليها في مواقع وتقارير RHS الحالية (2014)):

## المنشورات

### المجلات
نشرت الجمعية إجراءاتها باسم معاملات جمعية البستنة في لندن من 1807 إلى 1848. كما أصدرت الجمعية أيضًا مجلة منذ عام 1846. عُرفت في البداية باسم مجلة جمعية البستنة في لندن (1846-1855)، ثم وقائع جمعية البستنة بلندن (1859-1860) وقائع الجمعية البستانية الملكية (1861-1869). واستمر هذا كمجلة للجمعية الملكية البستانية (1866–1975). 
منذ عام 1975 كان عنوانها The Garden وهو حاليًا نشرة شهرية. تنشر جمعية البستنة الملكية أيضًا كل من The Plantsman و The Orchid Review أربع مرات في السنة، و Hanburyana، وهو منشور سنوي مخصص لتصنيف البستنة منذ عام 2006.  

### السجلات والموسوعات
منذ إنشاء سلطات التسجيل الدولية للنباتات في عام 1955، عملت RHS كمسجل لمجموعات معينة من النباتات المزروعة. هو الآن المسجل لمدة تسع فئات - الصنوبريات، ياسمين في البر، النرجس، dahlias، عائق، dianthus، الزنابق، وبساتين الفاكهة وردية. تنشر سجل الأوركيد الدولي، القائمة المركزية للأوركيد الهجينة. نشرت موسوعة الصنوبريات في عام 2012. 

### الكتب
تنشر الجمعية العديد من كتب البستنة والبستنة، بما في ذلك:
- Ingram، David S.؛ Vince-Prue، Daphne؛ Gregory، Peter J.، المحررون (2008). Science and the garden the scientific basis of horticultural practice (ط. 2nd). Oxford: Blackwell. ISBN:9781444360356. مؤرشف من الأصل في 2021-01-26.
- Huxley، Anthony؛ Griffiths، Mark؛ Levy، Margot (1992) [1st ed. Frederick Chittenden and William Stearn. Oxford University Press 1951. 2nd ed. P.M. Synge (ed.) Oxford 1956]. The New Royal Horticultural Society Dictionary of Gardening (4 vols.). London: مكملين ناشرون. ISBN:978-0333474945.

## رؤساء الجمعية

### رؤساء جمعية البستنة في لندن (1804-1861)
- 1811-1838 : توماس أندرو نايت (الرئيس الأول)
- 1838-1858 : ويليام كافنديش، دوق ديفونشاير السادس
- 1858-1861 : ألبرت، الأمير القرين [32]

### رؤساء جمعية البستنة الملكية (1861- الآن)
- ١٨٦٢-١٨٨٣: دوق بوكليوش [33]
- 1884-1885 : السير بنيامين توماس براندريث جيبس
- 1885-1913 : السير تريفور لورانس [34]
- 1913-1919 : فرانسيس جرينفيل، بارون جرينفيل الأول [35]
- 1919-1928 : أميليوس لوكوود، بارون لامبورن الأول [36]
- 1928-1931 : جيرالد لودر، بارون ويكهيرست الأول [37] (الرئيس الحادي عشر)
- 1931-1953 : هنري مكلارين، بارون أبيركونواي الثاني [38]
- 1953-1961 : السير ديفيد باوز ليون [39]
- 1961-1984 : تشارلز مكلارين، بارون أبيركونواي الثالث [40]
- 1984-1994 : روبن إيه إي هربرت [41]
- 1994-2001 : السير سايمون هورنبي [42]
- 2001-2006 : السير ريتشارد كارو بول [43]
- 2006-2008 : بيتر إن باكلي [44]
- 2009-2010 : جايلز كوود آدامز [45]
- 2010-2013 : إليزابيث بانكس [46]
- 2013-2020 : السير نيكولاس بيكون، Bt
- 2020 إلى الوقت الحاضر: كيث ويد [47]